# Nerisyrenia
Nerisyrenia é um género botânico pertencente à família Brassicaceae.